# 黑林山区柯尼希斯费尔德
黑林山区柯尼希斯费尔德（德語：Königsfeld im Schwarzwald）是德国巴登-符腾堡州施瓦尔茨瓦尔德-巴尔县的一个市镇。总面积40.24平方公里，总人口5963人，其中男性2843人，女性3120人（2011年12月31日），人口密度148人/平方公里。